# Глен Бруум
Глен Бруум (на английски: Glen Broom) е почетен професор в училището по комуникации към Щатския университет в Сан Диего, Калифорния.

## Биография
Получава бакалавърска и магистърска степен от Университета на Илинойс в Ърбана-Шампейн. Започва кариерата си като редактор. Работил е и като радио консултант на Американската агенция за международно развитие в Аман, Йордания.
Премества се в Чикаго през 1968 г., за да създаде своя агенция за ПР и реклама „Консепт продъкшънс“. По-късно агенцията става част от чикагската консултантска фирма „Приложни поведенчески науки“, в която той работи като вицепрезидент и директор по ПР. Напуска компанията през 1972 г., за да се върне към академичната кариера.
Защитава докторска степен по масова комуникация в Университета на Уискънсин-Медисън и започва работа в университета като оглавява специалността ПР. През 1979 г. се премества в Щатския университет в Сан Диего, където отново ръководи специалността ПР, а по-късно оглавява и департамента по журналистика.
Глен Бруум е съавтор на шестото, седмото, осмото и деветото издание на книгата „Ефективен ПР“ (заедно със Скот Кътлип и Алън Сентър), както и на книгата „Използване на изследването в ПР“ („Using Research in Public Relations“), заедно с Дейвид Дозиер.

## Награди
През 1986 г. в знак на признание за изследванията му Институтът по ПР му присъжда наградата за изследовател. През 1991 г. Американското общество за ПР (PRSA) му връчва наградата за „Най-добър преподавател“. През 1993 г. получава наградата „Джаксън & Уорнър“ за поведенчески науки на фондация „Джаксън“ и PRSA.